# Villa Oksza
Die Villa Oksza (poln. Willa „Oksza”) wurde 1894 in Zakopane von Stanisław Witkiewicz im Zakopane-Stil erbaut. 1920 wurde die Villa ausgebaut. Seit 2006 ist sie denkmalgeschützt. Sie ist seit 2006 eine der elf Filialen des 1889 gegründeten Tatra-Museums. Thema der Ausstellung ist die Galerie der Kunst des 20. Jahrhunderts.